# あすの福祉
あすの福祉（あすのふくし）は、1984年4月6日 から1996年3月28日までNHK教育テレビで放送されていたテレビ番組。

## 概要
『福祉の時代』を引き継いだ総合福祉番組。1987年度より各地の福祉の話題やニュースに焦点をあてる「福祉ジャーナル」を月1回放送。

## 放送時間
いずれも日本時間（出典：）。
- 1984年4月6日 - 1990年3月30日：金曜日 17:30 - 18:00、土曜日 13:30 - 14:00（再放送）
- 1990年4月5日 - 1991年3月28日：木曜日 18:30 - 19:00、土曜日 13:30 - 14:00（再放送）
- 1991年4月4日 - 1993年3月25日：木曜日 18:30 - 19:00、月曜日 15:00 - 15:30（再放送）
- 1993年4月1日 - 1996年3月28日：木曜日 19:20 - 19:50、月曜日 13:00 - 13:30（再放送）

## 主なテーマ
- 高齢化社会を考える
- リハビリの受け入れ態勢
- 障害者雇用問題
- 障害者の文化活動参加
- ボランティアを考える
- わたしの福祉論